# GLOW (série télévisée)
Pour les articles homonymes, voir Glow.
 (juillet 2017).
Si vous disposez d'ouvrages ou d'articles de référence ou si vous connaissez des sites web de qualité traitant du thème abordé ici, merci de compléter l'article en donnant les références utiles à sa vérifiabilité et en les liant à la section « Notes et références ».
GLOW est une série télévisée américaine créée par Liz Flahive et Carly Mensch et diffusée le 23 juin 2017 sur Netflix. La série met en scène l'histoire fictive de la création d'une série éponyme réelle diffusée dans les années 1980, Gorgeous Ladies of Wrestling.
GLOW est l'acronyme de Gorgeous Ladies of Wrestling, qui peut être traduit par « les superbes dames du catch ».

## Synopsis
Ruth (Alison Brie), actrice au chômage, se présente à une audition à la suite d'une annonce recherchant des femmes « non conventionnelles ». Une fois sur place, elle apprend qu'il s'agit d'un spectacle de catch féminin télévisé. Rejetée lors des sélections initiales, sa persistance et l'intervention de sa meilleure amie Debbie (Betty Gilpin) lui permettent finalement d'intégrer la troupe et d'y occuper une place centrale.

## Distribution

### Acteurs principaux
- Les catcheuses :
  - Alison Brie (VFB : Mélissa Windal) : Ruth « Zoya the Destroyer » Wilder
  - Betty Gilpin (VFB : Sophie Landresse) : Debbie « Liberty Belle » Eagan
  - Sydelle Noel (VFB : Myriem Akheddiou) : Cherry « Junk Chain » Bang
  - Britney Young (VFB : Cécile Florin) : Carmen « Machu Pichu » Wade
  - Sunita Mani (en) (VFB : Maïa Baran) : Arthie « Beirut the Mad Bomber » Premkumar
  - Ellen Wong (VFB : Esther Aflalo) : Jenny « Fortune Cookie » Chey
  - Jackie Tohn (VFB : Sophie Frison) : Melanie « Melrose » Rosen (depuis la saison 2, récurrente saison 1)
  - Kate Nash (VFB : Valérie Muzzi) : Rhonda « Britannica » Richardson (depuis la saison 2, récurrente saison 1)
  - Britt Baron (en) (VFB : Ludivine Deworst) : Justine « Scab » Biagi (depuis la saison 2, récurrente saison 1)
  - Kia Stevens (VFB : Célia Torren) : Tammé « the Welfare Queen » Dawson (depuis la saison 2, récurrente saison 1)
  - Gayle Rankin (VFB : Élisabeth Guinand) : Sheila « the She Wolf » (depuis la saison 2, récurrente saison 1)

- Autres personnages :
  - Marc Maron (VFB : Erwin Grünspan) : Sam Sylvia
  - Chris Lowell (VFB : Maxime Donnay) : Sebastian « Bash » Howard (depuis la saison 3, récurrent saisons 1 et 2)
  - Rich Sommer (en) (VFB : Sébastien Hébrant) : Mark Eagan (saisons 1 et 2, invité saison 3)

### Acteurs récurrents
Saison 1
- Kimmy Gatewood (en) (VFB : Karin Clercq) : Stacey Beswick
- Rebekka Johnson (en) (VFB : Dominique Wagner) : Dawn Rivecca
- Marianna Palka (VFB : Marcha Van Boven) : Reggie Walsh
- Alex Rich : Florian (saison 1, invité saison 2)
- Andrew Friedman (VFB : Patrick Waleffe) : Glen Klitnick (saisons 1 et 2)
- Bashir Salahuddin (VFB : Simon Duprez) : Keith Bang

Saison 2
- Shakira Barrera (VFB : Nathalie Stas) : Yolanda « Junkchain » Rivas (depuis la saison 2)
- Victor Quinaz (VFB : Pierre Lognay) : Russell Barroso (depuis la saison 2)
- Annabella Sciorra : Rosalie Biagi (saison 2)
- Wyatt Nash : Phil (saison 2)
- Patrick Renna : Toby « Cupcake » Matkins (saison 2)
- Phoebe Strole : Susan (saison 2)
- Paul Fitzgerald : Tom Grant (saison 2)

Saison 3
- Geena Davis (VFB : Rosalia Cuevas) : Sandy Devereaux St. Clair (saison 3)
- Breeda Wool (VFB : Audrey d'Hulstère) : Denise (saison 3)
- Kevin Cahoon (en) (VFB : Michelangelo Marchese) : Bobby Barnes (saison 3)
- Toby Huss : J. J. « Tex » McCready (saison 3)
- Nick Clifford (VFB : Maxime Van Santfoort) : Paul (saison 3)

Version française
- Studio de doublage : SDI Media Belgique
- Adaptation : Eugénie Delporte
- Direction artistique : Monia Douieb et Sophie Landresse

### Invités
À noter qu'outre Kia Stevens déjà mentionnée, plusieurs catcheurs professionnels ont tourné quelques scènes pendant toute la saison 1. 
- John Morrison : Salty « The Sack » Johnson, un entraîneur qui apparaît dans le premier épisode.
- Brodus Clay et Carlito : les frères de Carmen
- Joey Ryan : Mr Monopoly
- Alex Riley : Steel Horse
- Brooke Hogan : Amber Frederickson, la manageuse d'un club de nuit
- Christopher Daniels & Frankie Kazarian : des lutteurs sans nom

## Production
Le 20 septembre 2019, la série avait été renouvelée pour une quatrième et dernière saison de dix épisodes, prévue pour 2020. Cependant, en octobre 2020, les créatrices annoncent la décision de Netflix d'annuler cette dernière saison en raison du Covid-19,.

## Liste des épisodes

### Première saison (2017)
L'intégralité de la saison 1 est mise en ligne sur Netflix le 23 juin 2017.
1. Pilote (Pilot)
2. Incline-toi. Soumets-toi. (Slouch. Submit.)
3. La Colère de Kanpute (The Wrath of Kuntar)
4. The Dusty Spur
5. Debbie fait quelque chose (Debbie Does Something)
6. This Is One of Those Moments (This Is One of Those Moments)
7. Public Live (Live Studio Audience)
8. La Faute au disco (Maybe It's All the Disco)
9. Briser ce libéral dégoûtant (The Liberal Chokehold)
10. Un scénar en or (Money's in the Chase)

### Deuxième saison (2018)
Le 10 août 2017, la série est renouvelée pour une seconde saison de dix épisodes. L'intégralité de la saison 2 est mise en ligne sur Netflix le 29 juin 2018.
1. La Reprise (Viking Funeral)
2. Les Bonbons de l'année (Candy of the Year)
3. Les Femmes préoccupées d'Amérique (Concerned Women of America)
4. Le Combat de tous les extrêmes (Mother of All Matches)
5. Les pervers sont des êtres humains (Perverts Are People, Too)
6. Travaille sur la jambe (Work the Leg)
7. Une jolie fracture (Nothing Shattered)
8. La Bonne Jumelle (The Good Twin)
9. Rosalie
10. La Grande Finale (Every Potato Has a Receipt)

### Troisième saison (2019)
Le 20 août 2018, la série est renouvelée pour une troisième saison de dix épisodes. L'intégralité de la saison 3 est mise en ligne sur Netflix le 9 août 2019.
1. Toujours plus haut (Up, Up, Up)
2. Le Club jacuzzi (Hot Tub Club)
3. Le Pollen du désert (Desert Pollen)
4. Dis oui (Say Yes)
5. Mercredi Gras (Freaky Tuesday)[8]
6. Souvenir de scoutisme (Outward Bound)
7. Retour à Hollywood (Hollywood Homecoming)
8. On ne lâche rien (Keep Ridin')
9. Les Libertins (The Libertines)
10. Joyeux GLOWël ! (A Very GLOW Christmas)